# Visitors (Dinosaur Jr.)
Visitors è un box set dei Dinosaur Jr. pubblicato nel 2014.

## Descrizione
Contiene la ristampa in formato vinile da 7 pollici dei primi due singoli e dei primi due EP del gruppo oltre a un quinto disco che contiene una cover del brano dei Byrds I'll Feel A Whole Lot Better (già pubblicato nell'album Time Between - A Tribute To The Byrds) e una cover del brano Show Me the Way di Peter Frampton già pubblicato nell'EP Little Fury Things.

## Elenco dei dischi
- Repulsion/Bulbs of Passion
- Freak Scene
- Little Fury Things
- Just like Heaven
- Show Me the Way/I'll Feel A Whole Lot Better

## Tracce
- Repulsion
- Bulbs of Passion
- Little Fury Things
- In a Jar
- Freak Scene
- Keep the Glove
- Just like Heaven
- Thrown Down
- Chunks
- Show Me the Way
- I'll Feel a Whole Lot Better